# 环纹榕
环纹榕（学名：Ficus annulata）为桑科榕属的植物。分布在缅甸、泰国、印度尼西亚、马来西亚、越南、菲律宾以及中国大陆的云南等地，生长于海拔500米至1,300米的地区，见于山地林中，目前尚未由人工引种栽培。